# 曼徹斯特博物館
曼徹斯特博物館（英語：Manchester Museum）是英國的一座博物館，主要展示考古學、人類學和自然史的展品。博物館由曼徹斯特大學所有。博物館是一座新哥德式建築。曼徹斯特博物館是英國最大的大學博物館。每年有大約430,000名遊客到訪這裡。